# 아다마르 곱

선형대수학에서 아다마르 곱(영어: Hadamard product)은 같은 크기의 두 행렬의 각 성분을 곱하는 연산이다. 즉, 일반 행렬곱은 {\displaystyle m\times n}과 {\displaystyle n\times p}의 꼴의 두 행렬을 곱하지만, 아다마르 곱은 {\displaystyle m\times n}과 {\displaystyle m\times n}의 꼴의 두 행렬을 곱한다. 덧셈에 대하여 분배 법칙을 따른다. 기호는 {\displaystyle \bigcirc }.

## 정의
환 {\displaystyle R}의 성분을 갖는, 같은 크기 {\displaystyle m\times n}의 두 행렬
{\displaystyle M,N\in \operatorname {Mat} (m,n;R)}
{\displaystyle M={\begin{pmatrix}M_{11}&M_{12}&\dotsm &M_{1n}\\M_{21}&M_{22}&&M_{2n}\\\vdots &&\ddots &\vdots \\M_{m1}&M_{m2}&\dotsm &M_{mn}\end{pmatrix}}}
{\displaystyle N={\begin{pmatrix}N_{11}&N_{12}&\dotsb &N_{1n}\\N_{21}&N_{22}&&N_{2n}\\\vdots &&\ddots &\vdots \\N_{m1}&N_{m2}&\dotsm &N_{mn}\end{pmatrix}}}
이 주어졌다고 하자. 그렇다면, {\displaystyle M}과 {\displaystyle N}의 아다마르 곱은 다음과 같다.
{\displaystyle M\bigcirc N={\begin{pmatrix}M_{11}N_{11}&M_{12}N_{12}&\dotsm &M_{1n}N_{1n}\\M_{21}N_{21}&M_{22}N_{22}&&M_{2n}N_{2n}\\\vdots &&\ddots &\vdots \\M_{m1}N_{m1}&M_{m2}N_{m2}&\dotsm &M_{mn}N_{mn}\end{pmatrix}}\in \operatorname {Mat} (m,n;R)}

## 성질
환 {\displaystyle R}가 주어졌다고 하자.
아다마르 곱은 결합 법칙과 덧셈에 대한 분배 법칙을 따른다. 즉, 임의의
{\displaystyle M,N,P\in \operatorname {Mat} (m,n;R)}
에 대하여, 다음이 성립한다.
{\displaystyle (M\bigcirc N)\bigcirc P=M\bigcirc (N\bigcirc P)}
{\displaystyle M\bigcirc (N+P)=M\bigcirc N+M\bigcirc P}
{\displaystyle (N+P)\bigcirc M=N\bigcirc M+P\bigcirc M}
아다마르 곱의 항등원은 모든 성분이 1인 행렬
{\displaystyle {\mathsf {J}}_{m\times n}={\begin{pmatrix}1&1&\dotsm &1\\1&1&&1\\\vdots &&\ddots &\vdots \\1&1&\dotsm &1\end{pmatrix}}}
이다. 이에 따라, {\displaystyle (\operatorname {Mat} (m,n;R),\bigcirc ,{\mathsf {J}})}는 환을 이루며, 이는 환의 직접곱 {\displaystyle R^{mn}}과 동형이다.
만약 {\displaystyle R}가 가환환이라면, 아다마르 곱은 교환 법칙을 따른다. 즉, 임의의
{\displaystyle M,N\in \operatorname {Mat} (m,n;R)}
에 대하여, 만약 {\displaystyle R}가 가환환일 경우 다음이 성립한다.
{\displaystyle M\bigcirc N=N\bigcirc M}
만약 {\displaystyle M\in \operatorname {Mat} (m,n;R)}의 모든 성분이 가역원이라면, {\displaystyle M}에 대한 아다마르 곱은 다음과 같은 역원을 갖는다.
{\displaystyle M^{\bigcirc -1}={\begin{pmatrix}M_{11}^{-1}&M_{12}^{-1}&\dotsm &M_{1n}^{-1}\\M_{21}^{-1}&M_{22}^{-1}&&M_{2n}^{-1}\\\vdots &&\ddots &\vdots \\M_{m1}^{-1}&M_{m2}^{-1}&\dotsm &M_{mn}^{-1}\end{pmatrix}}}
두 대칭 행렬의 아다마르 곱은 대칭 행렬이다. 두 복소수 에르미트 행렬의 아다마르 곱은 에르미트 행렬이다.

### 슈어-오펜하임 부등식
임의의 두 양의 준정부호 에르미트 행렬
{\displaystyle M,N\in \operatorname {Mat} (n,n;\mathbb {C} )}
{\displaystyle M=M^{*}}
{\displaystyle N=N^{*}}
{\displaystyle v^{*}Mv\geq 0\forall v\in \mathbb {C} ^{n}}
{\displaystyle v^{*}Nv\geq 0\forall v\in \mathbb {C} ^{n}}
이 주어졌다고 하자. 그렇다면, 슈어-오펜하임 부등식(Schur-Oppenheim不等式, 영어: Schur–Oppenheim inequality)에 따르면, 다음이 성립한다.
- {\displaystyle M\bigcirc N}은 역시 양의 준정부호 에르미트 행렬이다.
- {\displaystyle \det(M\bigcirc N)\geq \left(\prod _{i=1}^{n}\prod _{j=1}^{n}M_{ij}\right)\det N\geq \det(MN)}

## 역사
“아다마르 곱”이라는 용어는 자크 아다마르의 이름을 딴 것이다.
슈어-오펜하임 부등식의 경우, 이사이 슈어가 1911년에 {\displaystyle \det(M\bigcirc N)\geq \det(MN)}을 증명하였으며,:14, Satz Ⅶ 알렉산더 오펜하임(영어: Alexander Oppenheim, 1903~1997)이 1930년에 이를 개량하였다.

## 같이 보기
- 크로네커 곱